# Phalonidia aetheria
Phalonidia aetheria es una especie de polilla del género Phalonidia, categorizada en la tribu Cochylini, de la subfamilia Tortricinae.
Fue descrita por Razowski en 1967 y publicada en (Phalonidia), Acta zool. cracov. 12: 169. Se distribuye por América del Sur: Brasil, en la ciudad de São Paulo.